# Haplocarpha
Haplocarpha es un género de plantas herbáceas perteneciente a la familia Asteraceae. Es originario de África. Comprende 23 especies descritas y de estas, solo 12  aceptadas.

## Taxonomía
El género fue descrito por (Thunberg) Less. y publicado en Linnaea 6: 90. 1831.

## Especies aceptadas
A continuación se brinda un listado de las especies del género Haplocarpha aceptadas hasta junio de 2012, ordenadas alfabéticamente. Para cada una se indica el nombre binomial seguido del autor, abreviado según las convenciones y usos.

## Especies
- Haplocarpha hastata K.Lewin
- Haplocarpha lanata (Thunb.) Less.
- Haplocarpha lyrata Harv.
- Haplocarpha nervosa (Thunb.) Beauverd
- Haplocarpha oocephala (DC.) Beyers
- Haplocarpha parvifolia (Schltr.) Beauverd
- Haplocarpha pudica Beauverd
- Haplocarpha rueppelii (Sch.Bip.) Beauverd
- Haplocarpha rueppellii (Sch.Bip.) K.Lewin
- Haplocarpha scaposa Harv.
- Haplocarpha schimperi (Sch.Bip.) Beauverd
- Haplocarpha thunbergii Less.